# أنا إيطالي (أغنية)
أنا إيطالي (بالإيطالية: L'italiano)‏ أغنية بوب إيطالية عالمية، من كلمات وأداء المغني الإيطالي توتو كوتونيو الذي غناها لأول مرة عام 1983 و أصبحت من أشهر الأغاني في إيطاليا وعن إيطاليا.

## كلمات الأغنية
دعوني اغني والقيثارة بيدي .. دعوني أغني أنا ايطالي 
صباح الخير يا إيطاليا .. والسباغيتي بين أسناني
و أنا متحزب كرئيس .. و الراديو في يدي اليمنى .. وعصفورة الكناري بالنافذة
صباح الخير يا إيطاليا بفنانيك .. مع ملصقات كثيرة لأمريكا
مع الأغاني بالحب وبالقلب .. مع السيدات وليس الراهبات
صباح الخير يا إيطاليا .. صباح الخير يا ماريا .. بعيون مليئة بالحزن
سأغني رويداً رويداً .. لأنني فخور .. أنا ايطالي .. ايطالي حقيقي
صباح الخير يا إيطاليا التي لاتهاب ..
أضع كريم الحلاقة بالنعناع على ذقني .. و ارتدي بذلتي الزرقاء
و أشاهد مباراة كرة القدم يوم الأحد
صباح الخير يا إيطاليا .. بقهوتك المركزة
مع الشراب الجديد في الدرج .. والعلم في المصبغة .. وهيكل السيارة محطم